# Lijst van afleveringen van Klaas kan alles (seizoen 8)
Dit is een lijst van afleveringen van Klaas kan alles van seizoen 8. In de schema's staan de opdrachten weergegeven, het resultaat en notities. In dit seizoen zitten geen duels meer. Elke aflevering bestaat uit slechts twee opdrachten; een bijna onmogelijke missie en een bijzonder beroep. In dit seizoen mislukte maar één missie, namelijk de wildlifebingo. Dit seizoen werd opnieuw uitgezonden tussen 25 februari en 29 april 2023.

## Afleveringen

### Aflevering 1
Uitzenddatum: 1 oktober 2022
| Item                                                         | Geslaagd? | Notities |
| ------------------------------------------------------------ | --------- | --- |
| Bijna onmogelijke missie: rustig blijven op 220 meter hoogte | Ja        | Deze missie was een herkansing van de oorspronkelijke mislukte missie in seizoen 5. Klaas kreeg de opdracht om kalm te blijven terwijl hij op de rand van een 220 meter hoog gebouw in Dubai zou staan. Om zich voor te bereiden ging hij eerst aan de slag met een VR-coach. Op een VR-bril werd een virtuele wereld weergegeven waardoor het idee werd opgewekt dat hij op grote hoogte op een plank balanceerde en ook naar beneden tuimelde. Na deze behandeling reisde Klaas af naar Dubai om eerst een rit te maken in de Bollywood Sky Flyer-zweefmolen. Daarna ging hij daadwerkelijk op de rand van het gebouw staan. Na enkele pogingen lukte het hem om zijn stressniveau voldoende laag te krijgen. |
| Bijzonder beroep: aromajockey                                | Ja        | Als bijzonder beroep ging Klaas meedraaien op een feest als aromajockey. Terwijl een dj de muziek draaide stuurde Klaas verschillende geuren de zaal in om de juiste sfeer te helpen brengen. Hij slaagde. |

### Aflevering 2
Uitzenddatum: 8 oktober 2022
| Item                                                           | Geslaagd? | Notities |
| -------------------------------------------------------------- | --------- | --- |
| Bijna onmogelijke missie: vliegen als Iron Man met een jetsuit | Ja        | Klaas begon deze missie door te oefenen met een waterjetpack. Deze jetpack werkte precies als een flyboard, wat inhield dat hij werd aangedreven door een jetski. Het kostte Klaas wat moeite om de waterkracht onder controle te krijgen, maar het lukte hem uit het water omhoog te komen. Voor het vervolg van zijn missie reisde Klaas naar het Engelse Chichester om te proberen met een echte jetsuit te vliegen. Gecontroleerd hangend aan een kabel probeerde hij controle te krijgen op het pak met straalaandrijving. Na de nodige oefeningen en pogingen slaagde Klaas er daadwerkelijk in om los van de grond te komen en kort te zweven. |
| Bijzonder beroep: koraalduiveljager                            | Ja        | Voor dit bijzondere beroep reisde Klaas af naar Piscadera Bay op Curaçao. Hij ging te water om een met een paalspeer enkele koraalduivels te vangen. Hij had een hoop pogingen nodig, maar uiteindelijk lukte het hem om een exemplaar te vangen. Daarna verwerkte en bereidde hij zijn vangst voor consumptie in een lokaal restaurant. Hij slaagde voor zijn taak. |

### Aflevering 3
Uitzenddatum: 15 oktober 2022
| Item                                                                        | Geslaagd? | Notities |
| --------------------------------------------------------------------------- | --------- | --- |
| Bijna onmogelijke missie: grootste vierpotige exoskelet ter wereld besturen | Ja        | Voor deze missie was Klaas naar Canada afgereisd om het 's werelds grootste vierpotige exoskelet – de Prosthesis – te besturen. Na twee dagen oefenen kreeg hij de opdracht om met het apparaat een auto te verplaatsen. Dit lukte hem. |
| Bijzonder beroep: professional relschopper                                  | Ja        | Tijdens een jaarlijkse training van de Mobiele Eenheid trad Klaas op als professioneel relschopper. Hij slaagde. |

### Aflevering 4
Uitzenddatum: 22 oktober 2022
| Item                                                                             | Geslaagd? | Notities |
| -------------------------------------------------------------------------------- | --------- | --- |
| Bijna onmogelijke missie: drie dagen klimaatvriendelijk op vakantie in Nederland | Ja        | In drie dagen zou Klaas op drie verschillende klimaatvriendelijke voertuigen een route door Nederland afleggen. Hij begon deze missie in Amersfoort. Hier stapte hij op de Solar Cargo Bike voor het eerste deel van zijn rondreis. Via Utrecht fietste hij naar Gouda. Op de tweede dag vervolgde Klaas zijn route met een fietscaravan. Hiermee fietste hij via Kinderdijk door naar Dordrecht. Na enige tijd in deze caravan te hebben moeten schuilen voor regen kwam hij aan het einde van de dag aan in de Merwestad. De derde en laatste etappe zou over het water naar De Biesbosch gaan. Het fietsvoertuig dat Klaas voor dit gedeelte gebruikte kon als elektrische boot te water worden gelaten. De missie slaagde. |
| Bijzonder beroep: Bollywooddanser                                                | Ja        | Voor het beroep van deze aflevering reisde Klaas af naar Dubai. Hij ging aan de slag als Bollywooddanser. Eerst kreeg hij van een choreograaf de nodige danspassen en andere handelingen te oefenen. Daarna speelde Klaas mee in een opvoering. Hij slaagde voor zijn missie. |

### Aflevering 5
Uitzenddatum: 29 oktober 2022
| Item                                                   | Geslaagd? | Notities |
| ------------------------------------------------------ | --------- | --- |
| Bijna onmogelijke missie: wintersporten in de woestijn | Ja        | Klaas begon zijn missie met een bezoek aan de klimaatkamer van TNO. Hier oefenende hij met lichamelijke inspanning in een temperatuur van 40 graden. Pas toen hij stopte merkte hij hoe hij zijn temperatuur was opgelopen. Om zijn missie uit te voeren, reisde Klaas af naar Dubai. Met een plaatselijke woestijngids trok hij de omliggende woestijn in. Om niet oververhit te raken, had Klaas verschillende gadgets ter beschikking om koel te blijven, waaronder een koelvest. Hij beklom een zandduin om te gaan sandboarden en slaagde voor zijn missie. |
| Bijzonder beroep: reddend klimmer                      | Ja        | Om zich voor te bereiden op dit bijzondere beroep, kreeg Klaas eerst een klimtraining. Toen hij hier doorheen was gekomen, deed hij mee aan een reddingsoefening op de Scheveningse pier. Zijn werkbegeleider speelde de rol van slachtoffer en liet zich op een brancard afhijsen. Klaas slaagde voor zijn taak. |

### Aflevering 6
Uitzenddatum: 5 november 2022
| Item                                                            | Geslaagd? | Notities |
| --------------------------------------------------------------- | --------- | --- |
| Bijna onmogelijke missie: in de voetsporen van Xwechtáal treden | Ja        | Klaas reisde af naar het Canadese Squamish met als opdracht in de voetsporen te treden van Xwechtáal – de hoofdpersoon uit een plaatselijke legende over een tweekoppige slang. De missie werd uitgevoerd rond de Stawamus Chief, een klif waarbij dit mythische wezen een (zichtbare) zwarte lijn zou hebben achtergelaten. Na aan de voet van deze mythische rots met een traditionele kano te hebben gevaren heeft Klaas hem beklommen om in een portaledge hangend te overnachten. Hij slaagde voor zijn missie. |
| Bijzonder beroep: modeltreinbeheerder                           | Ja        | Klaas was afgereisd naar het Zwitserse Kaeserberg waar een grote modelspoorbaan was. Na sluitingstijd zouden de modeltreinen de kelder inrijden waar ze zouden worden gecontroleerd en gerepareerd. Klaas slaagde in zijn taak. |

### Aflevering 7
Uitzenddatum: 12 november 2022
| Item                                                       | Geslaagd? | Notities |
| ---------------------------------------------------------- | --------- | --- |
| Bijna onmogelijke missie: het leven van een patiënt redden | Ja        | Deze missie begon Klaas met het bedienen van een hypermoderne operatierobot. Hij deed met succes een serie besturingsoefeningen, maar zou daar geen patiënt mee kunnen behandelen. Hij vervolgde zijn missie met een robotsimulator, die voor allerlei medische oefeningen werd gebruikt. Deze 'patiënt' zou met een heftige allergische reactie binnengebracht worden, die tot een hartstilstand zou leiden. Klaas slaagde erin hem te reanimeren. |
| Bijzonder beroep: onderwaterarcheoloog                     | Ja        | Voor het bijzondere beroep van deze aflevering reisde Klaas af naar het Canadese Port Moody. Met een speciale ROV dook hij naar een gezonken mijnenveger. Daarna reisde hij door naar Vancouver om met een exosuit onder water te gaan. Hij slaagde. |

### Aflevering 8
Uitzenddatum: 19 november 2022
| Item                                    | Geslaagd? | Notities |
| --------------------------------------- | --------- | --- |
| Bijna onmogelijke missie: wildlifebingo | Nee       | Klaas begon deze missie in de Maashorst. Hier slaagde hij erin de eerste dieren op zijn bingokaart af te strepen: de Europese bizon en de exmoorpony. Voor de overige dieren op zijn kaart moest Klaas afreizen naar Vancouver Island. Hier spotte hij verschillende andere dieren van zijn kaart. Eerst de orka, zeearend en de Canadese gans en uiteindelijk ook de grizzlybeer. Aan het einde van de tocht kwam er ook nog een bultrug voorbij, die echter niet op zijn kaart stond. De laatste drie dieren die nog wel op zijn kaart stonden: de Vancouver Island marmot, de dolfijn en de Californische zeeleeuw wist hij niet te spotten. Daarmee was de kaart niet vol en mislukte deze missie. |
| Bijzonder beroep: vertical farmer       | Ja        | Het bijzondere beroep begon met een kortstondig bezoek aan de World Expo Dubai. Hij keek bij de Nederlandse expositie; een systeem om water uit de droge woestijnlucht te halen ten gunste van een kegelvormige verticale boerderij met bijna 10.000 eetbare planten. Terug in Nederland liep Klaas een dag mee in een vertical farm, waarin hij bladgroenten oogstte en later ook weer plantte. Hij slaagde voor zijn taak. |

### Aflevering 9
Uitzenddatum: 3 december 2022
| Item                                                                  | Geslaagd? | Notities |
| --------------------------------------------------------------------- | --------- | --- |
| Bijna onmogelijke missie: boot, vliegtuig en auto op afstand besturen | Ja        | Deze missie draaide om het besturen van verschillende soorten radiografisch bestuurbare voertuigen waarvan er een op ware grootte moest. Klaas begon met het besturen van een radiografisch bestuurbare boot. Hij ging powerracen en wist zelfs een professioneel bestuurder te verslaan in een wedstrijd. Als tweede ging Klaas met een radiografisch bestuurbaar vliegtuig aan de slag. Na enige oefening slaagde hij erin om het apparaat een looping te laten maken. Maar omdat geen van deze twee voertuigen op ware grootte waren, moest de auto wel op ware grootte zijn. Daarvoor reisde Klaas naar het Engelse Oxford. Hij liet zichzelf in een StreetDrone-auto rondrijden. Daarna nam hij op enkele kilometers afstand zelf de tele-operatie van de auto voor zijn rekening. Hij kreeg de opdracht om de auto over een obstakelparcours te rijden met zijn geluidsman als passagier aan boord. Het kostte wat moeite, maar het lukte hem wel. |
| Bijzonder beroep: food runner                                         | Ja        | In Vancouver ging Klaas aan de slag als food runner. Op drie plaatsen moest hij overtollig voedsel ophalen om dit af te leveren bij non-profitorganisaties. Het lukte hem. |

### Aflevering 10
Uitzenddatum: 10 december 2022
| Item                                                          | Geslaagd? | Notities |
| ------------------------------------------------------------- | --------- | --- |
| Bijna onmogelijke missie: duurzame, haute-couturelook creëren | Ja        | Klaas probeerde een rok te creëren van afgedankte spijkerbroeken. Hierbij gebruikte hij natuurlijke grondstoffen als bloemen, uien en avocadoschillen om zijn om het ontwerp te kleuren. De uiteindelijke outfit werd gedragen door een model op de Dutch Sustainable Fashion Week. Hij slaagde voor zijn missie. |
| Bijzonder beroep: black cab driver                            | Ja        | Voor het laatste beroep van de serie reisde Klaas naar Londen. Hij moest als plaatselijke taxichauffeur een route met alle straten uit zijn hoofd leren en vervolgens iemand vervoeren. Hij slaagde. |

## Statistieken
| Type opdracht            | Aantal geslaagd | Slagingspercentage |
| ------------------------ | --------------- | ------------------ |
| Bijna onmogelijke missie | 9/10            | 90,0%              |
| Bijzonder beroep         | 10/10           | 100,0%             |
| Totaal                   | 19/20           | 95,0%              |